# Corona sferica
In geometria, la corona sferica è un solido di rotazione formato dalla differenza di (ovvero dalla regione compresa tra) due sfere concentriche di diverso raggio.